# Czistikowskoje
Czistikowskoje (ros. Чистиковское сельское поселение) – jednostka administracyjna (osiedle wiejskie) wchodząca w skład rejonu rudniańskiego w оbwodzie smoleńskim w Rosji.
Centrum administracyjnym osiedla wiejskiego jest wieś (ros. деревня, trb. dieriewnia) Czistik.

## Geografia
Powierzchnia osiedla wiejskiego wynosi 543,95 km², a jego głównymi rzekami są Małaja Bieriezina i Kloc. Przez terytorium jednostki przechodzi droga federalna R120 (Orzeł – Briańsk – Smoleńsk – granica z Białorusią) oraz linia kolejowa Smoleńsk – Witebsk.

## Historia
Osiedle powstało na mocy uchwały obwodu smoleńskiego z 28 grudnia 2004 r., a uchwałą z dnia 20 grudnia 2018 roku w jego skład weszły wszystkie miejscowości osiedla Smoligowskoje.

## Demografia
W 2020 roku osiedle wiejskie zamieszkiwało 3141 mieszkańców.

## Miejscowości
W skład jednostki administracyjnej wchodzą 42 miejscowości (wyłącznie dieriewnie): Ancyforowo, Chołmok, Czistik, Dubrowo, Dworiszcze, Gorbuszy, Granki, Jelnia, Ignatowka, Kisłowka, Koczany, Koncy, Korobanowo, Lelekwinskaja, Leszno, Molewo, Morozowka, Moskalenki, Nadwa, Oburog, Ordowka, Osiapy, Palcewo, Płoskoje, Priwolje, Rasswiet, Rokot, Ryżykowo, Słoboda, Smolaki, Smoligowka, Staszki, Staszkowo, Suflanowo, Sutoki, Szerowiczi, Tietieri, Triegubowka, Udowki, Wysokaja Żar, Zagotino, Żywolewo.